# Ichneumon versatilis
Ichneumon versatilis là một loài tò vò trong họ Ichneumonidae.